# Olympique de Marseille 1994-1995
Questa voce raccoglie le informazioni riguardanti l'Olympique de Marseille nelle competizioni ufficiali della stagione 1994-1995.

## Stagione
Nel corso della stagione Bernard Tapie, inizialmente squalificato e successivamente condannato a due anni di detenzione per il caso di corruzione di due anni prima, cedette la propria quota alla Société anonyme à objet sportif, una società a cui faceva riferimento un gruppo di uomini di fiducia del politico, i quali si alternarono alla presidenza. A causa della situazione economica disastrata, con un passivo di 240 milioni di franchi, la proprietà fu costretta dall'autorità giudiziaria a mettere in vendita la società. A livello sportivo la squadra, malgrado la crisi societaria e i conseguenti numerosi avvicendamenti alla guida tecnica, dominò la seconda divisione concludendo al primo posto grazie alla miglior differenza reti nei confronti del Guingamp secondo, ma il ritorno in massima serie le fu impedito in seguito alle gravi irregolarità finanziarie della società.
Poiché le sanzioni comminate dalla federazione sull'affare VA-OM non riguardavano la qualificazione alle competizioni europee, l'OM poté partecipare alla Coppa UEFA in virtù del secondo posto ottenuto sul campo nella stagione precedente: eliminato ai trentaduesimi l'Olympiacos vincendo entrambi gli incontri, nella gara di ritorno del turno successivo i foceensi non riuscirono a rimontare il passivo rimediato all'andata contro il Sion, uscendo per via di una rete subita in casa.
Eliminato dal Niort al primo turno della Coppa di Lega, in coppa di Francia i marsigliesi arrivarono fino alle semifinali contro il Paris Saint-Germain eliminando nei turni iniziali alcune squadre della categoria superiore come il Sochaux e il Nizza; il 2-0 incassato nella gara unica impedì alla squadra di guadagnare l'accesso alla finale.

## Maglie e sponsor
Gli sponsor tecnici per la stagione 1994-1995 sono Reebok per il campionato e Adidas per la Coppa di Francia, mentre gli sponsor ufficiali sono Eurest per il campionato e TF1 per le coppe nazionali.
| Manica sinistra · Manica sinistra · Maglietta · Maglietta · Manica destra · Manica destra · Pantaloncini · Calzettoni | Manica sinistra · Manica sinistra · Maglietta · Maglietta · Manica destra · Pantaloncini · Pantaloncini · Calzettoni |  |

## Rosa
| N. |                           | Ruolo | Calciatore              |
| -- | ------------------------- | ----- | ----------------------- |
|    | Francia (bandiera)        | P     | Fabien Barthez          |
|    | Francia (bandiera)        | P     | Laurent Spinosi         |
|    | Algeria (bandiera)        | D     | Abdelahim Bibi          |
|    | Francia (bandiera)        | D     | Joël Cantona            |
|    | Francia (bandiera)        | D     | Bernard Casoni          |
|    | Belgio (bandiera)         | D     | Michel De Wolf          |
|    | Madagascar (bandiera)     | D     | Hamada Jambay           |
|    | Francia (bandiera)        | D     | Jean-Christophe Marquet |
|    | Francia (bandiera)        | D     | Stéphane Mazzolini      |
|    | Francia (bandiera)        | D     | Jean-Manuel Thétis      |
|    | Costa d'Avorio (bandiera) | D     | Didier Wacouboue        |
|    | Francia (bandiera)        | C     | Ludovic Asuar           |

| N. |                    | Ruolo | Calciatore           |
| -- | ------------------ | ----- | -------------------- |
|    | Francia (bandiera) | C     | Filipe Azevedo       |
|    | Francia (bandiera) | C     | Marcel Dib           |
|    | Francia (bandiera) | C     | Jean-Philippe Durand |
|    | Francia (bandiera) | C     | Olivier Echouafni    |
|    | Francia (bandiera) | C     | Bernard Ferrer       |
|    | Francia (bandiera) | C     | Jean-Marc Ferreri    |
|    | Francia (bandiera) | C     | Bruno Germain        |
|    | Francia (bandiera) | C     | Cyril Revillet       |
|    | Zambia (bandiera)  | C     | Andrew Tembo         |
|    | Irlanda (bandiera) | A     | Tony Cascarino       |
|    | Francia (bandiera) | A     | Marc Libbra          |
|    | Francia (bandiera) | A     | Franco Vignola       |

## Risultati

### Coppa UEFA
| Arbitro: | Pairetto |

|          |           |                        |
| Ivić 56’ | Marcatori | 31’ Ferrer 80’ Marquet |

| Arbitro: | Pairetto |

|                                |           |  |
| Cascarino 33’, 89’ Ferreri 85’ | Marcatori |  |

| Arbitro: | Coroado |

|                    |           |  |
| Wicky 24’ Kunz 43’ | Marcatori |  |

| Arbitro: | Vagner |

|                                |           |         |
| Cascarino 47’, 65’ Ferreri 73’ | Marcatori | 5’ Kunz |